# Afontova Gora
Afontova Gora és un complex de jaciments arqueològics siberià del Paleolític superior tardà situat a la riba esquerra del riu Ienissei, prop de la ciutat de Krasnoyarsk, Rússia. La seva cronologia és de 21000-12000 BP. Les restes materials aprtades per aquests jaciments semblen demostrar l'existència de vincles culturals i genètics amb la gent de la cultura Mal'ta-Buret'. El complex va ser excavat per primera vegada el 1884 pel físic i arqueòleg rus I. T. Savenkov.
El conjunt de jaciments, que conserven múltiples capes estratigràfiques, consta de cinc o més campaments. En aquests campaments hi ha l'evidència de caça de mamuts; probablement la gent d'Afontova Gora era el resultat d'una expansió de caçadors de mamuts cap a l'est. Els fòssils humans descoberts en el lloc es troben al magatzem del Museu de l'Ermitage.

## Jaciments

### Afontova Gora II
És el jaciment on es van trobar les restes de fòssils humans. Va ser excavat per primera vegada entre 1912 i 1914 per V. I Gromov. El 1924, els arqueòlegs G.P. Sosnovsky, N. K. Auerbach i V. I Gromov hi van descobrir els primers fòssils humans. Hi van aparèixer també restes de mamut, guineu àrtica, llebre polar, ren, bisó i cavall.
Afontova Gora II té 7 capes estratigràfiques. La capa 3 és la més significativa: va aportar la major quantitat d'artefactes culturals i és on es van descobrir les restes humanes. S'hi van desenterrar més de 20,000 artefactes: més de 450 eines i més de 250 estris fets en os (ossos, banyes, ivori). En les excavacions inicials s'hi van descobrir els fòssils de dos individus diferents: el premolar superior d'un nen d'entre 11 i 15 anys i el radi esquerre, el cúbit, l'húmer, la falange i l'os frontal d'un adult.

### Afontova Gora III
Aquest jaciment va ser excavat per primer cop per I. T. Savenkov el 1884, després que el posessin parcialment al descobert activitats mineres a finals de la dècada de 1880. Consta de 3 capes estratigràfiques.

### Afontova Gora V
Va ser descobert el 1996. Hi han aparegut restes de llebre, pica, lleó cavernari, cavall, ren, bisó i perdiu.

## Restes humanes

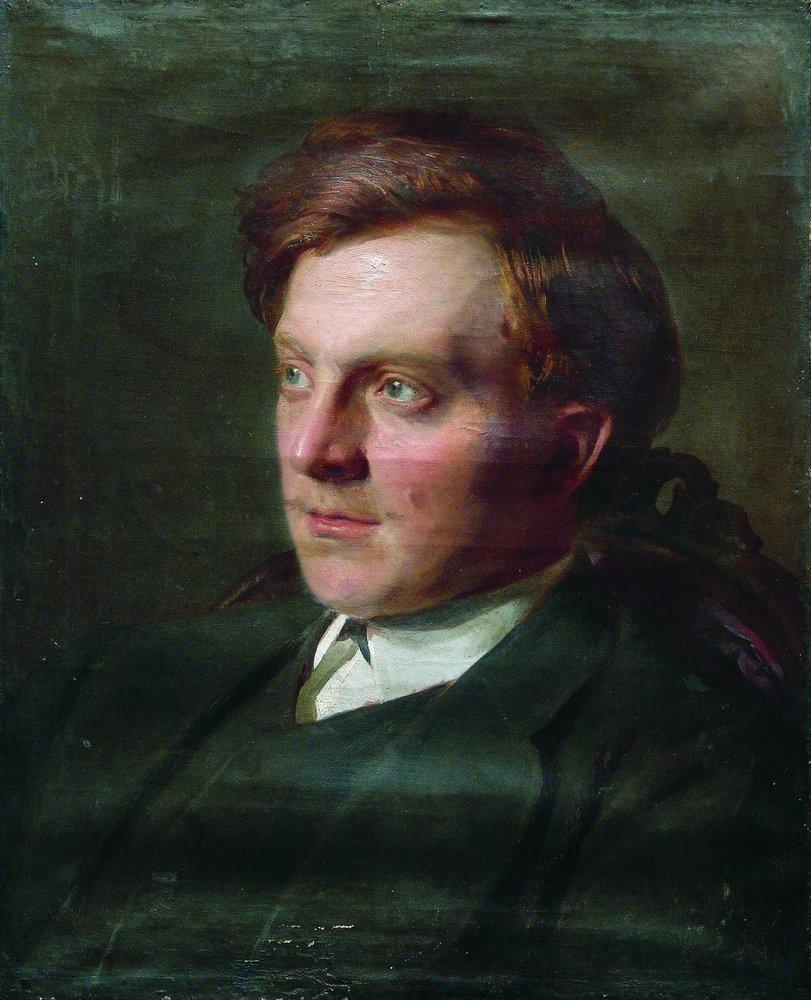
Ivan Timofeièvitx Savenkov, primer excavador d'Afontova Gora en una imatge de c. 1865.

A Afontova Gora s'hi han trobat els cossos de dos individus, coneguts com a Afontova Gora 2 (AG-2) i Afontova Gora 3 (AG-3). Les restes d'Afontova Gora 1 pertanyen a un cànid.

### Afontova Gora 2 (AG-2)
Les restes fòssils d'AG-2 es van descobrir a la dècada de 1920 i es van emmagatzemar al Museu de l'Ermitage de Sant Petersburg. Les restes estan datades al voltant del 17,000 BP (16,930-16,490 AP).
L'any 2009, investigadors van visitar el Museu de l'Ermitage i van extreure ADN de l'húmer de Afontova Gora 2. Tot i la contaminació significativa, van aconseguir extreure genomes de baixa cobertura. L'anàlisi d'ADN va confirmar que l'individu era um home.
L'individu va mostrar afinitats genètiques properes amb l'individu anomenat Mal'ta 1 (nen de Mal'ta). AG-2 també va mostrar més afinitat genètica amb els actuals karitianes del Brasil que amb els xinesos han. Al voltant del 1.9-2.7% del seu genoma era d'origen neandertal.
Segons Fu (et al.), AG-2 pertany a un haplogrup Y-DNA avui en dia rar, Q1a1 (també conegut com a Q-F746 i Q-NWT01).

### Afontova Gora 3 (AG-3)
El 2014, es van descobrir més restes de fòssils humans a Afontova Gora II durant una excavació d'emergència que es va haver de fer per la construcció d'un nou pont sobre el riu Ienissei. Les restes pertanyien a dues dones diferents: l'atles d'una dona adulta i la mandíbula i cinc dents inferiors d'una adolescent (Afontova Gora 3) d'uns 14-15 anys de edad. Inicialment, es va pensar que les noves troballes eren aproximadament contemporanies d'Afontova Gora 2. Tanmateix, el 2017 la datació directa per AMS va revelar que AG-3 data d'al voltant de 16.130-15.749 BP (14,710 ± 60 AP). La mandíbula d'Afontova Gora 3 va ser descrita com a delicada.
Els investigadors que analitzaven la morfologia dental de AG-3 van concloure que les dents mostraven característiques diferents i tenien major similitud amb les d'un altre fòssil (el nen Listvenka) de la regió d'Altai-Sayan. No tenien característiques definides ni occidentals ni orientals. AG-3 i Listvenka mostren característiques dentals que difereixen també d'altres fòssils siberians, inclosos els de Mal'ta.
Es va poder extreure i analitzar l'ADN d'una de les dents d' AG-3. En comparació amb AG-2, els investigadors en van poder obtenir genomes de major qualitat. L'anàlisi d'ADN va confirmar que es tractava d'una dona. Les anàlisis d'ADNmt van revelar que AG-3 pertanyia a l'haplogrup R1b. Al voltant del 2,9-3,7% del seu genoma era d'origen neandertal.
En un estudi de 2016, els investigadors van determinar que AG-2, AG-3 i Mal'ta 1 (nen de Mal'ta) compartien ascendència comuna i van ser agrupats dins el grup Mal'ta. Genèticament AG-3 no és més a prop d'AG-2 que Mal'ta 1. Si el comparem amb Mal'ta 1, el llinatge d'AG-3 aparentment s'aproxima més als humans moderns i és genèticament pròxima als nadius americans.
L'anàlisi fenotípic mostra que AG-3 porta l'al·lel derivat rs12821256 associat amb el color dels cabells rossos en els europeus, el que converteix a AG-3 amb el primer individu conegut portador aquest al·lel derivat.

### Articles
- Artemiev, E. V.; Drozdov, N. I. «The Paleolithic site of Afontova Gora: Recent findings and new issues» (en anglès). Archaeology, Ethnology and Anthropology of Eurasia, 29, 1, 2007, pàg. 39–45. DOI: 10.1134/S1563011007010033.
- Chikisheva, T. A.; Zubova, A. V. «The Morphology of Human Teeth from Afontova Gora II, Southern Siberia, and Their Status Relative to the Dentition of Other Upper Paleolithic Northern Eurasians» (en anglès). Archaeology, Ethnology and Anthropology of Eurasia, 43, 4, 2015, pàg. 135–143. DOI: 10.1016/j.aeae.2016.02.014.
- Fu, Qiaomei, et al. «The genetic history of Ice Age Europe» (en anglès). Nature, 534, 7606, 2016, pàg. 200–205. Bibcode: 2016Natur.534..200F. DOI: 10.1038/nature17993. PMC: 4943878. PMID: 27135931.
- Mathieson, Iain, et al. «The genomic history of southeastern Europe» (en anglès). Nature, 555, 7695, 2018, pàg. 197–203. Bibcode: 2018Natur.555..197M. DOI: doi:10.1038/nature25778. ISSN: 0028-0836. PMC: 6091220. PMID: . bioRxiv 135616. doi:10.1038/nature25778. ISSN 0028-0836. PMC 6091220. PMID 29466330.
- Raghavan, Maanasa: et ali. «Upper Palaeolithic Siberian genome reveals dual ancestry of Native Americans» (en anglès). Nature, 505, 7481, 2013, pàg. 87–91. DOI: 10.1038/nature12736. PMC: 4105016. PMID: 24256729.

### Llibres
- Graf, Kelly E. Uncharted Territory: Late Pleistocene Hunter-gatherer Dispersals in the Siberian Mammoth-steppe (en anglès).  Reno: Universitat de Nevada, 2008. ISBN 78-0-549-56274-0.
- Hopkins, David M. Paleoecology of Beringia (en anglès).  Elsevier, 2013. ISBN 978-1-4832-7340-2.
- Turner II, Christy G.; Ovodov, Nicolai D.; Pavlova, Olga V. Animal Teeth and Human Tools: A Taphonomic Odyssey in Ice Age Siberia (en anglès).  Cambridge University Press, 2013. ISBN 978-1-107-03029-9.